# Rodrigo de Bastidas
Rodrigo de Bastidas (Siviglia, 1460 – Santiago di Cuba, 28 luglio 1527) è stato un esploratore e condottiero spagnolo che esplorò la costa nord del Sud America e fondò la città di Santa Marta.

## Biografia

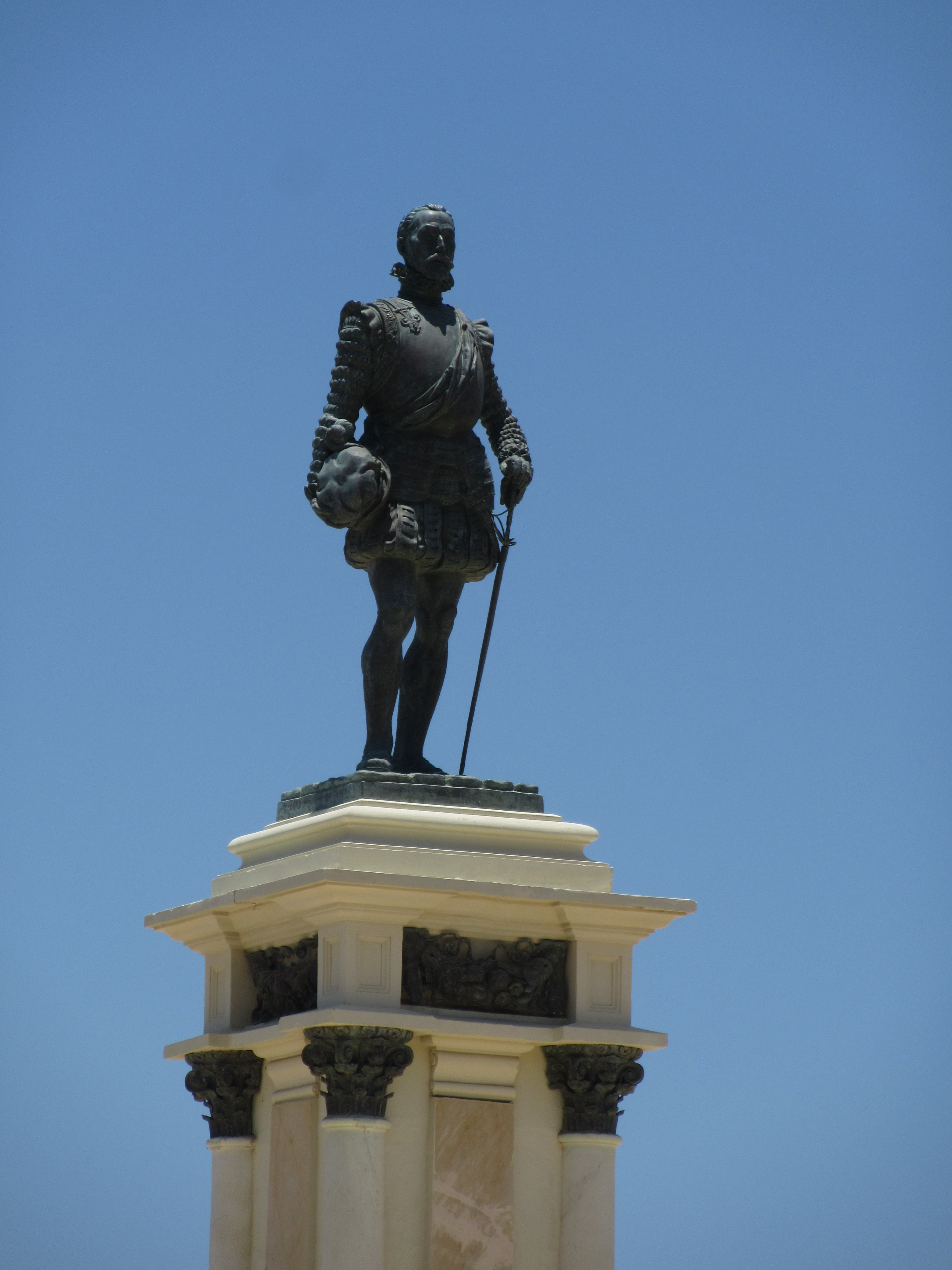
Statua a lui dedicata, Santa Marta

Originario del quartiere di Triana a Siviglia, Bastidas era un notaio di famiglia benestante. Dopo aver accompagnato Cristoforo Colombo nel suo secondo viaggio verso il Nuovo Mondo e Alonso de Ojeda nel suo primo viaggio, Bastidas fece richiesta alla monarchia spagnola di ricevere licenza per poter esplorare per conto proprio e a proprie spese le terre non ancora esplorate o quelle appartenenti al re del Portogallo. Il 5 giugno del 1500 la monarchia accettò la richiesta chiedendo in cambio di ricevere un quarto dei profitti che Bastidas avrebbe ricavato dai suoi viaggi.
Nell'ottobre del 1501 salpò da Cadice con la San Antón e la Santa Maria de Gracia; Juan de la Cosa e Vasco Núñez de Balboa lo accompagnarono nel viaggio. Dopo una prima sosta nelle Isole Canarie per fare rifornimenti, navigarono verso il Sud America sino all'odierna Venezuela. Questa zona era già conosciuta da de la Cosa che ebbe modo di esplorarla durante un suo viaggio del 1499. Proseguirono dirigendosi verso ovest, superarono Cabo de la Vela ed esplorarono la costa colombiana barattando nel frattempo con gli indigeni cianfrusaglie in cambio di perle e oro. Durante l'esplorazione scoprirono la foce di un fiume che nominarono Rio Magdalena, la baia di Santa Maria e quella su cui verrà in seguito fondata la città di Cartagena de Indias. Successivamente scoprirono il Golfo di Urabá ed esplorarono l'istmo panamense verso nord (l'odierna Guna Yala) fino al porto che battezzò El Escribano in suo onore.
Il pessimo stato in cui riversavano le due navi, spinsero Bastidas a decidere di dirigersi verso Hispaniola per eseguire delle riparazioni. Proprio mentre stavano giungendo all'isola, una delle due navi affondò; riuscirono a recuperare parte della merce ma gli schiavi che vi erano stati incatenati affondarono con essa.
Nel 1502 venne imprigionato a Santo Domingo su richiesta del governatore Francisco de Bobadilla (lo stesso che accusò in precedenza Cristoforo Colombo) con le accuse di aver commerciato illegalmente con i nativi senza avere licenza. Venne successivamente rispedito in Spagna dove però la Corona lo prosciolse da tutte le accuse e Bastidas consegnò ai reali un'ingente quantità dei tesori accumulati. I sovrani provvedettero a fornirgli una pensione annuale di 50 000 maravedis.
Nel 1525 fece ritorno in America e fondò la città di Santa Marta (attuale capitale del Dipartimento colombiano di Magdalena) situata tra Cabo de la Vela e il fiume Magdalena.
Bastidas mantenne una linea politica che proibiva ai suoi coloni di derubare o di usare la forza contro gli indigeni. Durante un viaggio all'interno della Colombia, commerciò una grossa quantità di oro e alla richiesta da parte delle truppe di condividere tali ricchezze, Bastidas si rifiutò fornendo la motivazione che il denaro serviva per mantenere le spese della colonia. Il suo diniego fece in particolar modo crescere del risentimento nel luogotenente Pedro de Villafuerte che cospirò per ucciderlo. Durante una notte, mentre Bastidas stava dormendo, venne accoltellato cinque volte prima che i suoi uomini potessero accorrere in suo aiuto. Ancora in vita ma in condizioni gravi, Bastidas riuscì a salpare verso Santo Domingo ma a causa delle pessime condizioni meteorologiche dovette attraccare a Cuba dove morì per le ferite riportate. Tutti gli uomini che presero parte alla cospirazione vennero alla fine catturati e impiccati.
Successivamente suo figlio, l'arcivescovo Rodrigo de Bastidas, fece in modo che il suo corpo venisse seppellito nella Cattedrale Primada a Santo Domingo, assieme alla moglie.